# حبق كليمنجاروي
حبق كليمنجاروي أو حبق كافوري (الاسم العلمي:Ocimum kilimandscharicum) (بالإنجليزية: camphor basil)‏ هو نوع من النباتات يتبع جنس الحبق من الفصيلة الشفوية.
سمي هذا النوع نسبةً إلى جبل كليمنجارو.